# Mitchell Browne
Mitchell Patrick Browne (* 1. Juni 1966) ist ein ehemaliger antiguanischer Sprinter.

## Sportliche Karriere
Browne trat bei den Olympischen Sommerspielen 1996 in Atlanta an. Er nahm mit den Teamkollegen N’Kosie Barnes, Michael Terry und Howard Lindsay am 4-mal-400-Meter-Staffellauf teil. Die Mannschaft schied im Vorlauf aus.
Außerdem nahm er an den Panamerikanischen Spielen 1987 in Indianapolis teil.